# ناحیه بریزینه
ناحیه بریزینه (به عربی: دائرة بریزینة) یک ناحیه در الجزایر است که در استان البیض واقع شده‌است.

## خصوصیات
ناحیه بریزینه ۱۶٬۳۸۹ کیلومترمربع مساحت و ۱۵٬۸۱۸ نفر جمعیت دارد.